# 武柱國
武柱國（生卒年不详），字鼎臣，清朝官员。鑲黃旗人。

## 生平
監生出身。曾任山阳县知縣。因为官清廉，受百姓爱戴，康熙四十六年（1707年）康熙帝南巡，曾御赐武柱國扇诗曰：逐径探幽涉景奇，攀萝扪葛不知疲。回溪宛转湍流激，复岭逶迤堕石危。倚仗瘦筇腾绝壁，凭依轻屧度嵚崎。留将薜荔除榛莽，指引游踪识路歧。適泰州缺出，特授知州。
有一女武氏，为雍正帝妃。